# Lester Estelle Jr.
Lester Estelle Jr. (ur. 28 kwietnia 1981 r. w Kansas City, Missouri) - muzyk, były perkusista amerykańskiej kapeli Pillar, grającej rocka chrześcijańskiego. Do zespołu Pillar dołączył w roku 2002, zastępując dotychczasowego bębniarza - Brada Noone.

## Życiorys
Lester Estelle Jr. pochodzi z rodziny o chrześcijańskich wartościach - jego rodzice, Lester Sr. i Pat, są bardzo związani z Jezusem oraz Kościołem. Ma trójkę rodzeństwa; dwie siostry - Lakeshę i Kendrę, oraz brata Brandona. W czwartej klasie szkoły podstawowej dał swój pierwszy publiczny popis na prawdziwym zestawie perkusyjnym, a był to szkolny konkurs talentów. Publiczność była oczarowana występem młodego Lestera i po zakończeniu występu wszyscy chcieli posiąść autograf. Po tym wydarzeniu rodzice postanowili kupić mu perkusję.
Pierwszymi zespołami, w których udzielał się Lester były projekty kościelne prowadzone przez jego ojca - Lestera Estelle Sr. To właśnie po nim odziedziczył muzyczny talent - Lester Estelle Sr. jest znanym i szanowanym gitarzystą jazzowym. Młody Lester natomiast koncertował z zespołami Troy Covey oraz Seven. Jako licealista drugiego roku cały czas muzykował i urozmaicał swoje perkusyjne umiejętności. Udzielał się w wielu zróżnicowanych stylowo projektach: The Edvardsville Strings, Nu Creation, Lynda Randle, Entry No. 5 oraz innych na terenie Kensas City. 
Rok 2002 był dla niego szczególny, ponieważ w maju 2002 wziął ślub z narzeczoną Lisą Byler, a także dołączył do zespołu Pillar, którego uznaje za swój docelowy projekt. Wraz z Pillar zaczął podróżować i koncertować po Stanach Zjednoczonych, a także w kilku innych państwach. Lester wprowadził zespół w zupełnie nowy styl, co łatwo da się zauważyć porównując albumy Fireproof (2002 – perkusję nagrywał jeszcze Brad Noone) oraz Where Do We Go From Here (2004). Lester posiada charakterystyczny i uniwersalny styl gry, posługuje się najróżniejszymi metodami, co pozwala mu osiągać nietypowe brzmienia. Często pytany jest o to, w jaki sposób z perkusisty gospelowego stał się perkusistą hardrockowym.
Gdy nie jest na trasie swój czas najchętniej spędza z żoną Lisą oraz dziećmi: Jordanem i Kyrą, zaprasza przyjaciół na drum-session do swojego studia, udziela prywatnych lekcji gry na perkusji, odwiedza sklepy i salony muzyczne, ogląda TV z żoną i kosztuje swoje ulubione domowe potrawy (BBQ, kurczak po włosku).
Jego młodszy brat, Brandon Estelle, również jest perkusistą - gra w poprockowym zespole Superchick, a także w Starlit Platoon jako wokalista i klawiszowiec.
Po skończonej trasie "For The Love of The Game Fan Tour" postanowił odejść z zespołu i poświęcić się zespołowi Stars Go Dim.
Zespoły, którymi się inspiruje to: DMB, 311, The Roots, Trump Dawgs, Fred Hammond & RFC, Israel & New Breed, Incubus, Mint Condition.
Ulubieni perkusiści: Dennis Chambers, Vinnie Colaiuta, Morgan Rose, John
Blackwell Jr., Lemar Carter, Carter Beauford, Chad Sexton, Go Go Ray, Chris
Coleman, Travis Barker, Alex Bailey, Aaron Spears, JD Blair, Brian Haley, Marvin
Mcquitty, Brandon Graves, Will Kennedy, Tony Royster Jr. i wielu innych.

## Sprzęt
Wszystkie bębny, na których gra Lester są firmy Risen. Podczas nagrań używa większych bębnów, cięższych i niższych brzmień, strojąc je nisko. Podczas koncertów używa mniejszych rozmiarów bębnów i stroi je wyżej. Od płyty "The Reckoning" najczęściej gra na bębnach o brzozowych korpusach.

### Zestaw 1
Drewno klonowe. Kolor srebrny z iskrzącą posypką oraz chromowany hardware.
7x8 8x10 rack toms, 11x13 12x14 floor toms, centrale: 16x18 i 20x20.

### Zestaw 2
Drewno klonowe. Kolor czarny przechodzący w czerwień, z pomarańczowymi pasami oraz drewnianymi obręczami, chromowany hardware.
7x10 9x12 rack toms 11x14 13x16 floor toms, 22x22 centrala.

### Zestaw 3
Drewno brzozowe. Czarna satyna z chromowanymi lugami i czarnymi obręczami.
6.5x8 7x10 7.5x12 rack toms 12x14 13x16 floor toms, 18x22 centrala.
- Werble firmy Risen oraz Kansas City Drum Company.
- Talerze firmy Sabian.
- Hardware firmy DW 9000 (statywy), DW 5000 (mechanizmy stopy).
- Naciągi firmy Evans: G2 coated (powlekane) na tomach, powercenters na werblu, emad na centrali.
- Pałeczki firmy Regal Tip, rozmiar 9a, 8a, oraz rózgi.
- Omikrofonowanie zestawu firmy Audix: D2 i D4 przy tomach, D1 przy werblu oraz D6 przy centrali.
- Elektorniczny sprzęt perkusyjny: Roland TD-10, SPDS, VS-1824.